# Estadio Olímpico de Riobamba
Das Estadio Olímpico de Riobamba ist ein Fußballstadion mit Leichtathletikanlage in der ecuadorianischen Stadt Riobamba, Provinz Chimborazo. Es ist die Heimspielstätte des Fußballclubs CD Olmedo sowie diverser unterklassiger Vereine der Stadt. Das Sportstätte bietet Platz für 14.400 Zuschauer und wurde 1926 eröffnet.
Die Anlage war eines von sechs Stadien der U-17-Fußball-Weltmeisterschaft 1995. 2001 fanden Partien der U-20-Fußball-Südamerikameisterschaft in Riobamba ausgetragen. Die Fußball-Südamerikameisterschaft der Frauen 2014 in Ecuador machte auch im Stadion von Riobamba Station.